# Aeroporto di Montpellier Méditerranée

schema dell'aeroporto

L'Aeroporto di Montpellier Méditerranée (IATA: MPL, ICAO: LFMT) è un aeroporto francese situato vicino alla città di Montpellier, nel dipartimento di Hérault; nel 2006 era il dodicesimo aeroporto per traffico passeggeri della Francia metropolitana.
Presso l'aerodromo si trova un campus dell'École nationale de l'aviation civile (università francese dell'aviazione civile).